# Speedwell Motor Car Company

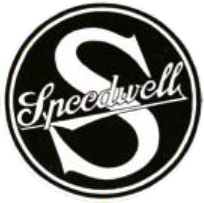
Firmenlogo

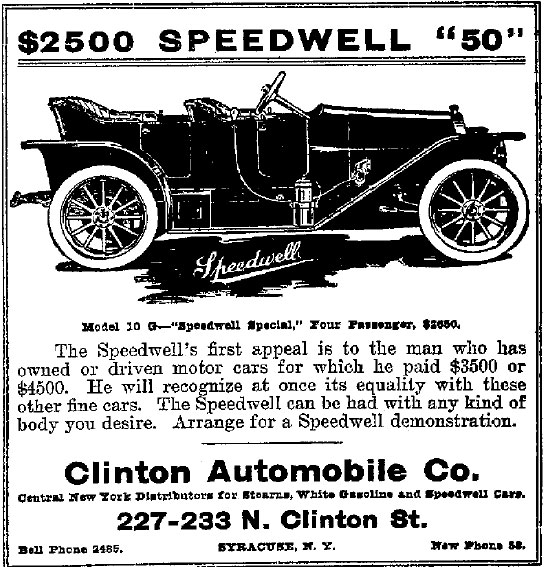
Firmenreklame im Syracuse Post-Standard, 1910

Die Speedwell Motor Car Company war ein US-amerikanischer Automobilhersteller in Dayton (Ohio).

## Geschichte

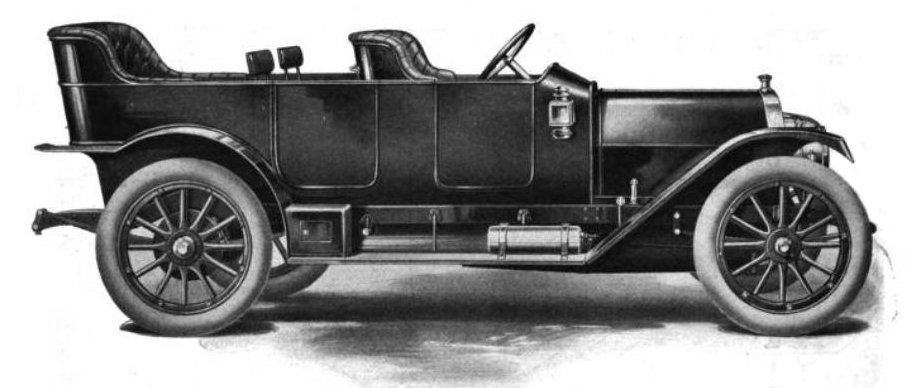
1911 Speedwell Model F Special

Die Firma wurde im Jahre 1907 von Pierce Davies Schenck gegründet und stellte bis 1914 Automobile her, die in der Gegend von Dayton sehr beliebt waren. Im Jahre 1911 baute Speedwell einen geschlossenen, zweitürigen Zweisitzer, den sie als Sedan bezeichnete; dies war die erste bekannte Nutzung dieser Typenbezeichnung.
Von Februar bis November 1910 vermietete die Firma einen Teil ihrer Fabrikationshalle an die 1909 von den Gebrüdern Wright gegründete Wright Company, die dort bis zur Fertigstellung ihrer eigenen Werkshallen in Dayton ihre Flugzeuge baute.
Die schweren Überschwemmungen der Stadt durch den Great Miami River im März 1913 (Great Dayton Flood) verursachten erhebliche Schäden im Werksgelände und Verluste an Inventar. Davon konnte sich die Firma nicht mehr erholen, und 1915 ging sie in Insolvenz. Das Werksgelände wurde später von dem Automobilzulieferer ACDelco genutzt. Von den Gebäuden der einstigen Speedwell-Fabrik ist nichts mehr erhalten.